# İsmail Yıldırım
İsmail Yıldırım (Schreibweise auch Ismaïl Yıldırım; * 1. Juni 1990 in Dordrecht) ist ein niederländisch-türkischer Fußballspieler.

## Karriere
Yıldırım erlernte das Fußballspielen u. a. in den Nachwuchsabteilungen der Vereine Dordrechtsche FC, FC Dordrecht und SV Oranje Wit. Seine Profikarriere startete er 2011 beim Drittligisten Kozakken Boys. 2014 wechselte er dann zum Zweitligisten RKC Waalwijk. 
Zur Saison 2016/17 wurde vom türkischen Zweitligisten Boluspor verpflichtet. Diesen Verein verließ er im Februar 2017 wieder-.